# Мисс Нью-Йорк (штат)
Конкурс Мисс Нью-Йорк — ежегодный конкурс красоты, на котором выбирается представительница штата Нью-Йорк на конкурс Мисс США. Учредителем конкурса является компания D&D Productions.
Нынешняя обладательница титула Хизер Нуньес была коронована 4 июня 2022 года в казино-отеле Seneca Niagara в Ниагара-Фолс, штат Нью-Йорк. Теперь она будет представлять Нью-Йорк на Мисс США 2022 года.

## История конкурса
Нью-Йорк является одним из самых успешных штатов на конкурсе Мисс США и занимает третье место по количеству одержанных побед и призовых мест (полуфинал и выше) за все годы проведения конкурса. Наиболее выдающимся результатом для штата стала непрерывная череда призовых мест с 1957 по 1966 год. Также с 1972 по 1974 год представительницы Нью-Йорка трижды удостаивались титула 1-я вице-мисс.
В 1954 году Карин Халтман получила титул 2-я вице-мисс, но позже была удостоена титула 1-я вице-мисс, поскольку Мисс Вирджиния, которая изначально стала 1-й вице-мисс, была лишена титула из-за нарушения правил конкурса (на момент участия девушке было всего 16 лет). Поскольку в 1954 году еще не было правила, согласно которому, если Мисс США выигрывает конкурс Мисс Вселенная, то 1-я вице-мисс автоматически становится Мисс США, Карин Халтман так и осталась 1-й вице-мисс. Чуть позже в том же 1954 году Халтман стала Мисс Мира США и 1-й вице-мисс конкурса Мисс Мира.
Четыре победительницы Мисс Нью-Йорк США ранее участвовали в конкурсе Юная Мисс США, в том числе Кимберли Пресслер и Шанна Моклер, ставшие впоследствии Мисс США. При этом титул Юная Мисс США завоевали только трое, в том числе представительница Нью-Гэмпшир, Морин Мюррей.
Только одна Мисс Нью-Йорк участвовала в конкурсе Мисс Америка.

## Результаты

### Места в конкурсе Мисс США
- Мисс США: Джеки Лоугери (1952), Мария Тереза Фрель (1979), Кимберли Пресслер (1999);
- 1-я вице-мисс: Карин Халтман (1954), Мари Родин (1960), Альберта Филлипс 91972), Сюзанна Карлсон (1973), Барбара Купер (1974), Шанна Моклер (1995);
- 2-я вице-мисс: Рене Рой (1954);
- 3-е место: Алекса Куррей (1961);
- 4-е место: Арлен Несбитт (1959);
- Топ-6: Дженнифер Гарейс (1994);
- Топ 10/11/12: Джанет Кадлекик (1955), Патриция О'Кэйн (1955), Вирджиния Фокс (1958), Жанна Мария Квинн (1963), Дебора Сью Маурис (1980), Дженнифер Майкелинич (1983), Морин Мюррей (1991), Венди Мок (1993), Кэрри Такер (2000), Карла Кавалли (2002), Меган Джаренски (2005), Ханна Лопа (2017), Андреа Гибау (2020);
- Топ 15/16/20: Рета Кнапп (1953), Санита Пелкей (1957), Шералин Пайтцелл (1962), Дороти Лангханс (1964), Глория Джон (1965), Нэнси Селф (1966), Джун Вест (1968), Розмари Храдек (1969), Кристина Теффт (1970), Амбер Коллинс (2011), Татьяна Диаз (2015);

Награды
- Мисс Фотогреничность: Барбара Купер (1974), Флоринда Кайтази (2019);
- Лучший костюм штата: Нэнси Селф (1966).

Нью-Йорк — обладатель рекордных 37 призовых мест в конкурсе Мисс США.

## Список победительниц
| Год  | Имя                   | Родной город   | Возраст (на момент участия) | место на Мисс США                                      | Примечания |
| ---- | --------------------- | -------------- | --------------------------- | ------------------------------------------------------ | --- |
| 2023 | Рашель Ди Стасио      | Нью-Йорк       | 26                          |                                                        | |
| 2022 | Хэзер Нюнез           | Нью-Йорк       | 26                          |                                                        | |
| 2021 | Бриана Сиака          | Брентвуд       | 27                          |                                                        | |
| 2020 | Андрея Гибау          | Манхэттэн      | 24                          | Топ 10                                                 | - Родилась в Кабо-Верде - Обладательница титула Юная Мисс Земля США (2016) - Обладательница титула Мисс Земля США (2017) - Топ 16 Мисс Земля - Самое долгое обладание титулом Мисс Нью-Йорк США (год, семь месяцев и один день) |
| 2019 | Флоринда Кайтази      | Йонкерс        | 27                          | специальная награда: Мисс Фотогеничность               | |
| 2018 | Генезис Суэро         | Бруклин        | 25                          |                                                        | - Родилась в Доминиканской Республике - Участница конкурса Мисс Доминиканская Республика 2019, представляла Бараону, вошла в топ 15 |
| 2017 | Ханна Лопа            | Спенсерспорт   | 24                          | Топ 10                                                 | В настоящий момент является спортивным репортером МотоАмерика в beIN Sports |
| 2016 | Серена Букай          | Сафферн        | 22                          |                                                        | |
| 2015 | Татьяна Диаз          | Квинс          | 22                          | Топ 15                                                 | - Участница конкурса Мисс Доминиканская Республика 2014, вошла в топ 10 - Обладательница титула Юная Мисс Нью-Йорк США 2010 - Топ 15 конкурса Юная Мисс США 2010 |
| 2014 | Кэндис Кьюкинделл     | Рочестер       | 24                          |                                                        | - Участвовала в конкурсе под именем Кэндис Кэнделл - Обладательница титула Юная Мисс Нью-Йорк США 2006 |
| 2013 | Джоанн Носучински     | Адская кухня   | 24                          |                                                        | |
| 2012 | Джоанна Самбучини     | Бруклин        | 24                          |                                                        | Родилась в Доминиканской республике. В прошлом стала Мисс Доминиканская республика. |
| 2011 | Эмбер Коллинс         | Нью-Йорк       | 26                          | Топ 16                                                 | |
| 2010 | Davina Reeves         | Гарлем         | 26                          |                                                        | |
| 2009 | Трейси Чанг           | Нью-Йорк       | 25                          |                                                        | Первая китаянка, которая была удостоена короны Мисс Нью-Йорк. |
| 2008 | Дэниель Рундтри       | Нью-Йорк       | 20                          |                                                        | Также участница 8 сезона American Idol. |
| 2007 | Глория София Альмонте | Бронкс         | 23                          |                                                        | В прошлом участница конкурса красоты среди девушек подростков Miss New York Teen USA 2001 года, завоевав звание 1-я вице-мисс на Miss Teen USA 2001) и Мисс Пуерто Рико 2009 (полуфиналистка) |
| 2006 | Адриана Диаз          | Бронкс         | 21                          |                                                        | В прошлом участница конкурса Miss New York Teen USA 2003 года. |
| 2005 | Меган Яренски         | Бронкс         | 26                          | Топ 10 (8)                                             | Позже стала Mrs. New York America 2010, взяв фамилию мужа и став Меган Кастальди. / Была участницей телепередачи Фактора страха в 2005 году. |
| 2004 | Жаклин Нешейват       | Нью-Йорк       | 23                          |                                                        | Позже, став Mrs. Florida America 2008 и 1-я вице-мисс на Миссис Америка 2008 года. Выйдя замуж, сменила фамилию. |
| 2003 | Надя Бехтт            | Бей-Ридж       | 25                          |                                                        | |
| 2002 | Карла Кавалли         | Минеола        | 25                          | Топ 12 (12)                                            | |
| 2001 | Лиза Павлакис         | Айслип         | 22                          |                                                        | |
| 2000 | Карри Таккер          | Несконсет      | 25                          | Top 10 (8)                                             | |
| 1999 | Мелисса Хаггинс       |                |                             |                                                        | Наследовала корону |
| 1999 | Кимберли Пресслер     | Франлинквиль   | 21                          | Победительница                                         | Не вошла в число полуфиналисток Мисс Вселенная 1999, в прошлом Miss New York Teen USA 1994 года. |
| 1998 | Сьюзан Висдом         | Смиттаун       |                             |                                                        | |
| 1997 | Рамона Руетер         | Рочестер       | 26                          |                                                        | |
| 1996 | Килин Кёрнак          | Левиттаун      | 23                          |                                                        | |
| 1995 | Шанна Моаклер         | Нью-Йорк       | 19                          | 1-я вице-мисс                                          | Стала победительницей Мисс США 1995, после чего Челси Смит победила на Мисс Вселенная 1995; в прошлом Miss Rhode Island Teen USA 1992 года (полуфиналистка на таких конкурсах, как Miss Teen USA 1992, Miss Teen All American 1992 года. Также являлась (Miss Rhode Island); Playmate и актриса; Является сорежиссёром конкурсов красоты Мисс Калифорния, Miss California Teen, Miss New Hampshire, Miss New Hampshire Teen, Miss New York and Miss New York Teen |
| 1994 | Дженифер Гарис        | Ланкастер      | 21                          | Топ 6, Финалистка (6)                                  | Актриса, известная по роли в мыльных операх Молодые и дерзкие и Дерзкие и красивые |
| 1993 | Венди Мок             | Левиттаун      | 21                          | Полуфиналистка (12)                                    | |
| 1992 | Кристина Бичак        | Пикскилл       |                             |                                                        | Представляла Нью-Йорк на Мисс Октоберфест 1993, но не завоевала титула. |
| 1991 | Маурин Мюррей         | Нью-Йорк       | 24                          | Полуфиналистка (7)                                     | В прошлом Miss New Hampshire Teen USA 1983 года |
| 1990 | Патриция Мёрфи        | Перл-Ривер     |                             |                                                        | |
| 1989 | Дженифер Фишер        | Рочестер       |                             |                                                        | |
| 1988 | Линниа Манчини        | Кармел         | 24                          |                                                        | Впоследствии стала театрализованным директором по реалити-шоу "Crowned the Mother of all Pageants" транслируемый на телеканале CW. |
| 1987 | Констанция МакКаллоу  | Нью-Йорк       |                             |                                                        | |
| 1986 | Бет Лауфер            | Уэст-Айслип    |                             |                                                        | |
| 1985 | Лови Кинг             | Йонкерс        |                             |                                                        | |
| 1984 | Кэролайн Флюрри       | Уэст-Сенека    |                             |                                                        | Мисс Октоберфест 1983 |
| 1983 | Дженифер Микелинич    | Хантингтон     |                             | Полуфиналистка (12)                                    | |
| 1982 | Аннамария Хендерсон   | Монро          |                             |                                                        | |
| 1981 | Дебора Фунтейн        | Бронкс         | 23                          |                                                        | Была поймана при попытке дополнить свой купальник |
| 1980 | Дебра Сью Маурис      | Нью-Йорк       |                             | Полуфиналистка (8)                                     | 1-я вице-мисс на Мисс Мира 1978, от лица штата Массачусетс |
| 1979 | Мари Тереза Фрил      | Питтсфорд      | 20                          | Победительница                                         | Полуфиналистка на Мисс Вселенная 1979 |
| 1978 | Дарленн Явиц          | Плейнвью       |                             |                                                        | |
| 1977 | Дебби Мартин          | Нью-Йорк       | 22                          |                                                        | |
| 1976 | Кэрол Доерр           | Нью-Йорк       |                             |                                                        | |
| 1975 | Соня Андерсон         | Нью-Йорк       |                             |                                                        | |
| 1974 | Барбара Купер         | Бруклин        |                             | 1-я вице-мисс специальная награда: Мисс Фотогеничность | |
| 1973 | Сьюзан Карлсон        | Скенектади     |                             | 1-я вице-мисс                                          | Представительница штата Теннесси на Мисс Мира 1975, но не участвовала. Позже на Мисс Интернешнл 1976, занявшая титул 3-я вице- мисс |
| 1972 | Альберта Филлипс      | Уэстбери       |                             | 1-я вице-мисс                                          | |
| 1971 | Барбара Лопез         | Йорктаун-Хайтс |                             |                                                        | |
| 1970 | Кристина Теффт        | Нью-Йорк       |                             | Полуфиналистка (11)                                    | |
| 1969 | Розмари Храдек        | Уэст-Хемпстед  |                             | Полуфиналистка (10)                                    | |
| 1968 | Джун Уэст             | Нью-Йорк       |                             | Полуфиналистка (9)                                     | |
| 1967 | Венди Кокс            | Бронксвилл     |                             |                                                        | |
| 1966 | Нэнси Селф            | Нью-Йорк       |                             | Полуфиналистка (8) специальная награда: Лучший костюм  | |
| 1965 | Глория Джон           | Нью-Йорк       |                             | Полуфиналистка (8)                                     | |
| 1964 | Дороти Лангхэнс       | Уанто          |                             | Полуфиналистка (9)                                     | 4-я вице-мисс на Мисс Мира 1965 |
| 1963 | Джейн Мари Квинн      | Ист-Медоу      |                             | Полуфиналистка (9)                                     | Позже, на Мисс Мира США 1964 года, полуфиналистка на конкурсе Мисс мира 1964 года, стала 1-й вице-мисс на конкурсе American Beauty 1964 |
| 1962 | Шерралин Патеселл     | Флашинг        |                             | Полуфиналистка                                         | |
| 1961 | Алекса Каррей         | Манхэттен      |                             | 3-я вице-мисс                                          | |
| 1960 | Мэри Родитс           | Нью-Йорк       |                             | 1-я вице-мисс                                          | |
| 1959 | Арлен Несбитт         | Нью-Йорк       |                             | 4-я вице-мисс                                          | 2-я вице-мисс в 1960 году на Фестивале Sun Fun |
| 1958 | Вирджиния Фокс        | Нью-Йорк       |                             | Полуфиналистка (9)                                     | |
| 1957 | Санита Пелки          | Нью-Йорк       |                             | Полуфиналистка (12)                                    | |
| 1956 | Кай Дуглас            | Нью-Йорк       |                             |                                                        | |
| 1955 | Джанет Кадлечик       | Нью-Йорк       |                             | Полуфиналистка (8)                                     | |
| 1954 | Карин Халтман         | Нью-Йорк       |                             | 2-я вице-мисс                                          | Позже 1-я вице-мисс была лишена звания. Она стала также 1-й вице-мисс на Мисс Мира в 1954 году |
| 1953 | Рета Кнапп            | Нью-Йорк       |                             | Полуфиналистка (16)                                    | |
| 1952 | Джеки Логери          | Бруклин        |                             | Победительница                                         | Полуфиналистка на Мисс Вселенная 1952 года |

## Сноски
1. ↑  PRODUCERS (амер. англ.). Miss New York USA® | Miss New York Teen USA®. Дата обращения: 12 октября 2022. Архивировано 12 октября 2022 года.
2. ↑  Heather Nunez, Miss New York USA 2022 (амер. англ.). Miss New York USA® | Miss New York Teen USA®. Дата обращения: 12 октября 2022. Архивировано 12 октября 2022 года.
3. ↑  Pageant Almanac  •  Miss USA  •  Ranking. web.archive.org (26 августа 2009). Дата обращения: 28 августа 2022. Архивировано 26 августа 2009 года.
4. ↑  Student Pugwash USA announces science and politics multimedia contest winners // Physics Today. — 2008-09-04. — ISSN 1945-0699. — doi:10.1063/pt.4.1568.
5. ↑  FORMER WINNERS – Miss USA. missteenusa.com. Дата обращения: 12 октября 2022. Архивировано 12 октября 2022 года.
6. ↑  Our History - Miss America (амер. англ.) (14 мая 2018). Дата обращения: 12 октября 2022. Архивировано 28 августа 2019 года.
7. ↑  FORMER WINNERS – Miss USA. missusa.com. Дата обращения: 12 октября 2022. Архивировано 12 октября 2022 года.
8. 1 2 3 4  HALL OF FAME (амер. англ.). Miss New York USA® | Miss New York Teen USA®. Дата обращения: 12 октября 2022. Архивировано 23 сентября 2020 года.
9. ↑  Missosology, Missosology. Massachusetts' Andreia Gibau is Miss Earth United States 2017 (амер. англ.). Missosology (6 августа 2017). Дата обращения: 12 октября 2022. Архивировано 12 октября 2022 года.
10. ↑  View Author Archive, Get author RSS feed. How a woman from the Dominican Republic became Miss New York (амер. англ.). New York Post (21 января 2018). Дата обращения: 12 октября 2022. Архивировано 12 октября 2022 года.
11. ↑  Hannah Lopa Net Worth, Affairs, Height, Age, Bio, and More 2022 (англ.). thepersonage.com (2 сентября 2022). Дата обращения: 12 октября 2022. Архивировано 12 октября 2022 года.
12. ↑  2010 Mrs America. Дата обращения: 9 июля 2010. Архивировано из оригинала 20 января 2011 года.
13. ↑  2008 Mrs America. Дата обращения: 9 июля 2010. Архивировано из оригинала 14 декабря 2007 года.
14. ↑  Producers. Дата обращения: 10 июля 2010. Архивировано из оригинала 3 декабря 2005 года.
15. ↑  Headliners; Truth in Packaging. New York times. 24 мая 1981. Архивировано 13 февраля 2008. Дата обращения: 6 января 2007.